# 255
El año 255 (CCLV) fue un año común comenzado en lunes del calendario juliano, en vigor en aquella fecha.
En el Imperio romano el año fue nombrado como el del segundo consulado de Valeriano y Galieno o, menos comúnmente, como el 1008 Ab urbe condita, siendo su denominación como 255 posterior, de la Edad Media, al establecerse el Anno Domini.

## Acontecimientos
- El emperador romano Valeriano y su hijo y coemperador, Galieno, ejercen el consulado juntos por segunda vez consecutiva.

## Ciencia y tecnología
- Ma Jun, un ingeniero mecánico chino del reino de Wei, inventa el Carro que apunta al Sur, un vehículo de brújula que usa una mecanismo diferencial, no magnética.

## Nacimientos
- Doroteo de Tiro (m. 362), obispo y mártir.

## Fallecimientos
- Lucius Caesonius Lucillus Macer Rufinianus - Militar romano fbh